# Decennio nefasto spagnolo

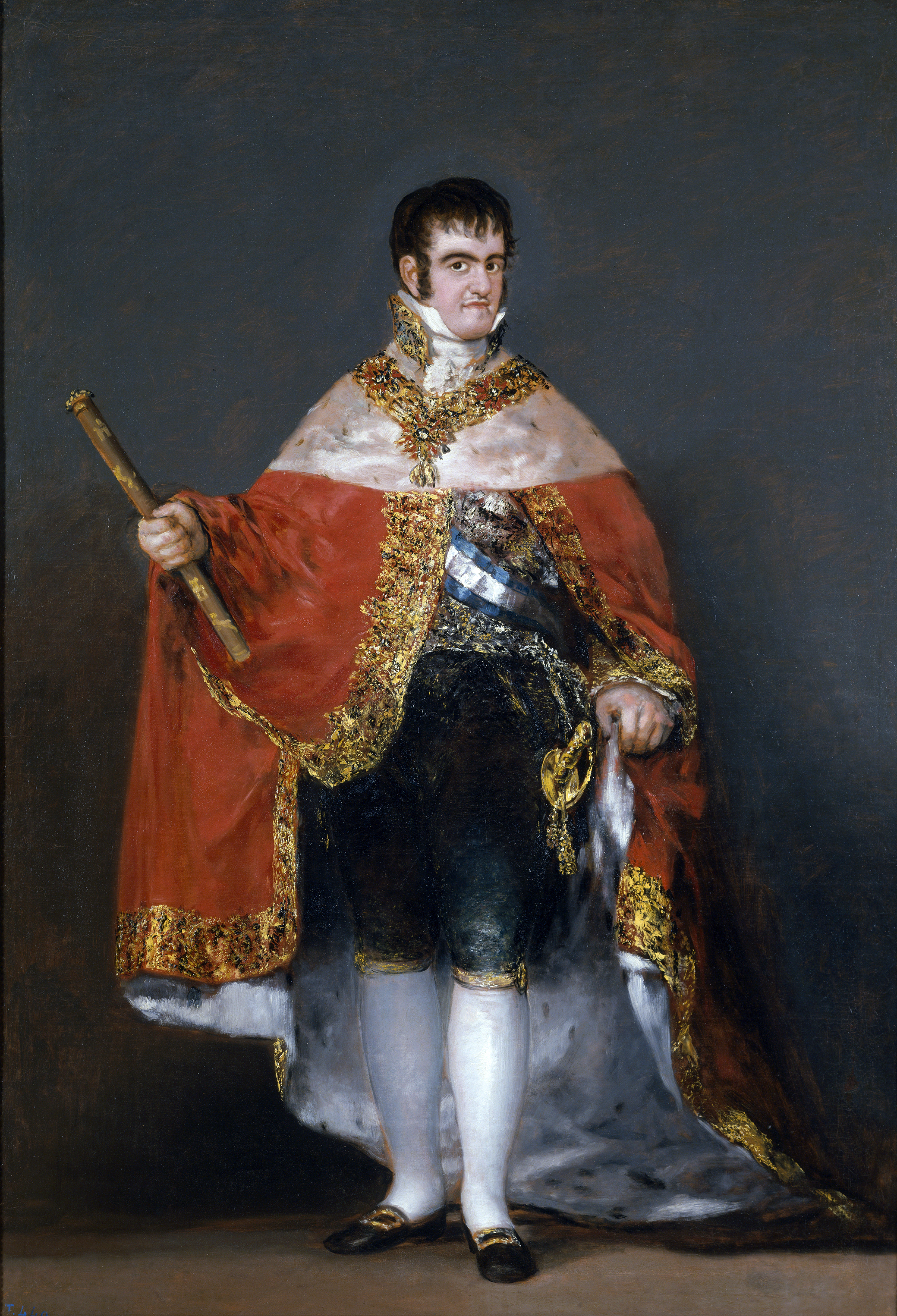
Fernando VII ritratto da Goya

Il Decennio nefasto spagnolo (in castigliano Década Ominosa) fu l'ultimo decennio del regno assolutista di Ferdinando VII, compreso fra la seconda abolizione della Costituzione, il 1º ottobre 1823, e la morte del sovrano, il 29 settembre 1833.

## Antefatti

### L'inizio del regno di Ferdinando VII
Ferdinando VII era divenuto sovrano dopo la vittoriosa conclusione della cosiddetta guerra d'indipendenza spagnola: rientrato in Spagna il 24 marzo 1814, suo primo atto fu l'abolizione della Costituzione del 1812 e, il 10 maggio, la dissoluzione delle Camere.
Dopodiché praticò una duratura reazione anti-liberale, che provocò una serie di pronunciamenti militari, innescati il 1º gennaio 1820 dal tenente colonnello Rafael del Riego. Ciò che costrinse il monarca a reintrodurre la Costituzione di Cadice, con solenne giuramento avvenuto in Madrid, il 10 marzo 1820.
Iniziò così il cosiddetto Triennio liberale (o "Triennio Costituzionale"), nel corso del quale il sovrano assistette alla progressiva abolizione dei principali istituti assolutistici e ad una progressiva radicalizzazione della maggioranza parlamentare.

## L'inizio del decennio nefasto

### L'intervento francese
Ferdinando, tuttavia, non rinunciava alla restaurazione e non si trattenne dal fare appello alla Santa Alleanza, a tutela dell'ordine stabilito dal congresso di Vienna. Ciò avvenne a partire dal 7 aprile 1823, con l'arrivo di un corpo di spedizione detto dei "Centomila figli di San Luigi" e guidato dal duca d'Angoulême. Questi venne trionfalmente accolto il 24 maggio a Madrid, abbandonata dai liberali radicali, che si erano rifugiati nella grande città commerciale di Cadice portando con sé il monarca prigioniero.
Qui i deputati liberali delle Cortes Generales si riunirono per votare la destituzione del prigioniero Ferdinando. Ma giunsero anche i francesi, che cominciarono un assedio concluso il 31 agosto, dopo la battaglia del Trocadero (cui partecipò anche Carlo Alberto di Savoia), con la capitolazione della città.

### Seconda restaurazione
Ferdinando VII, restaurato nei suoi poteri di monarca assoluto con la protezione di un corpo di 45.000 uomini insediato in Spagna fino al 1828, diede inizio alla fase peggiore del suo lungo regno, normalmente ricordata come il decennio nefasto.
Il partito liberale subì, tutto intero, una durissima repressione. Moltissimi furono i notabili e intellettuali emigrati, specie a Londra, nel quartiere di Somerstown, dove alcuni sopravvissero grazie a un modesto sussidio offerto loro dal governo inglese per aver combattuto, dieci anni prima, il comune avversario Napoleone. Altri fuggirono a Malta, Parigi, Stati Uniti, nonché nelle neo-proclamate repubbliche ispano-americane. Le quali, d'altra parte, avevano buone ragioni per guardarli con simpatia, considerato l'atteggiamento nei loro confronti tenuto dal governo liberale, decisamente meno ostile rispetto a quello precedente di Ferdinando VII.
Molti anche coloro che furono semplicemente eliminati, a partire dal simbolo della rivoluzione, Riego, impiccato per alto tradimento contro l'altare e il trono il 7 novembre 1823 nella Plaza de La Cebada, a Madrid, nonostante si fosse avvicinato alla religione e pentito dei suoi "crimini costituzionali" durante la prigionia, e avesse chiesto clemenza al re, ritrattando completamente all'ultimo minuto le sue convinzioni politiche per la gioia degli assolutisti.
Venne ristabilito uno stretto regime censorio; venne introdotta un'organizzazione degli studi universitari arcaica e totalmente reazionaria, alle dirette dipendenze del ministro della giustizia Calomarde.
Il catalizzatore dell'opposizione era rappresentato dalla prolungata permanenza dell'esercito francese, trasformatosi da corpo di spedizione in forza di occupazione. Particolarmente grave era il costo del suo mantenimento, finanziato dalle casse pubbliche la cui condizione si aggravò ulteriormente, rispetto alla non facile situazione lasciata dal governo liberale e dal successo delle rivoluzioni bolivariane.

### IVoluntarios Realistas
Lo scontento dei militari venne ulteriormente esacerbato dalla formazione dei Voluntarios Realistas, una milizia organizzata sulla base di un decreto emanato da Ferdinando VII nel 1823, poco dopo il collasso del governo costituzionale, con l'obiettivo d'impedire la ricostituzione della opposizione liberale. Essa venne disegnata sul modello della Milizia Nazionale, istituita dai liberali.
Affidata a un "ispettore generale", nella persona del Carvajal, nel 1826 già inquadrava 200.000 volontari, dei quali solo la metà venne effettivamente armato e inquadrato in 486 battaglioni di fanteria, 20 compagnie di artiglieria e 52 squadroni di cavalleria.

## La continua instabilità politica

### Le iniziative liberali

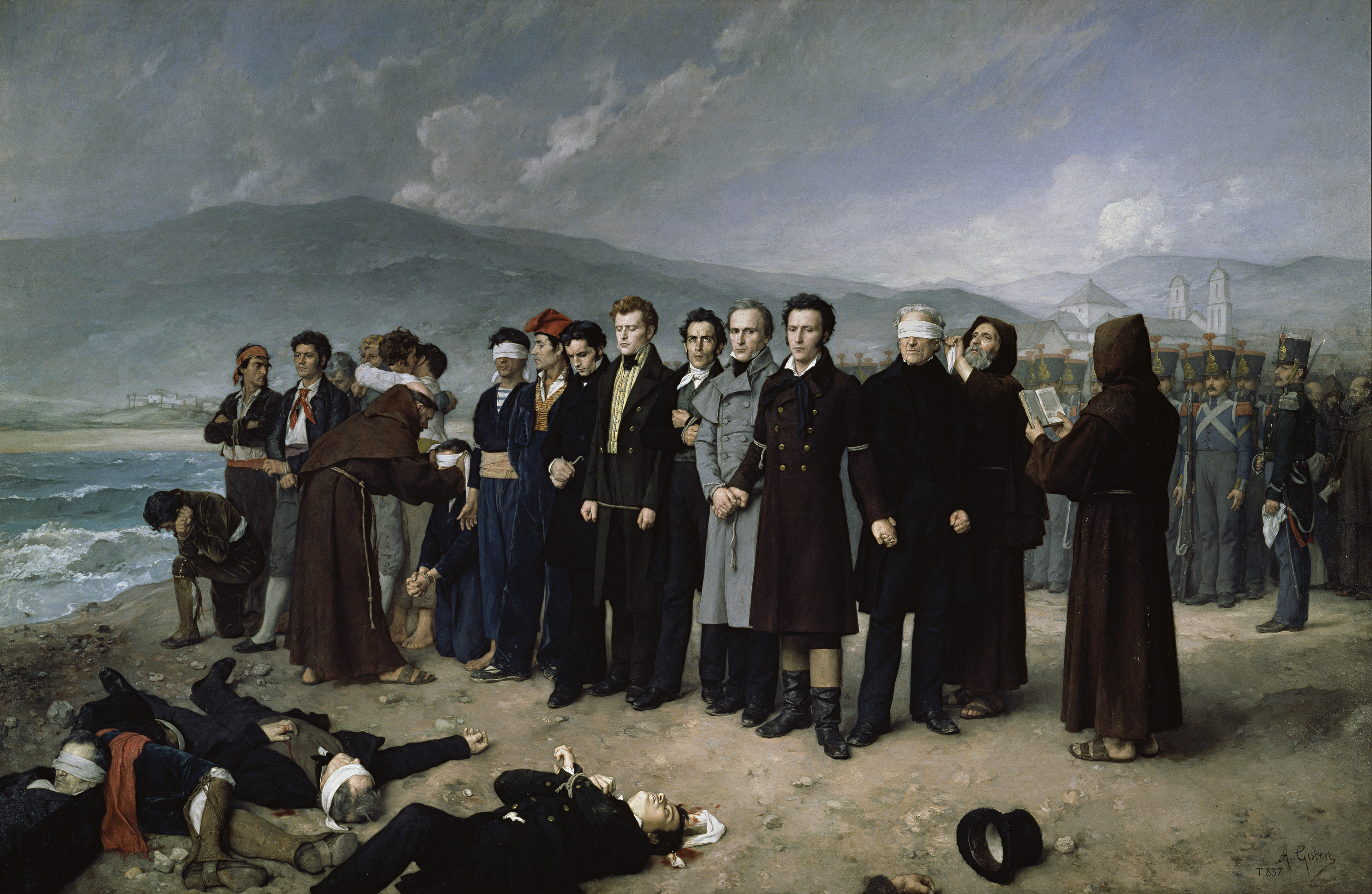
Fucilazione di Torrijos (Antonio Gisbert, Museo del Prado)

Si registrarono, inoltre, una serie di tentativi liberali, come quello del Torrijos, l'11 dicembre 1831, finanziato da liberali inglesi. E venne svolgendosi un notevole martirologio liberale, con nomi celebri quali Mariana Pineda o il libraio Miyar.

### La guerrade los Agraviados
Meno evidente è che nel corso del decennio si aprisse un fronte anche nei confronti dei conservatori.

Un primo caso si ebbe nel 1827, con la cosiddetta guerra de los Agraviados, una rivolta scoppiata in Catalogna e diffusa nella regione di Valencia, in Aragona, nel Paese Basco e, addirittura, in Andalusia, scatenata da chi considerava troppo timida la restaurazione assolutista condotta da Ferdinando, con particolare riferimento al mancato ristabilimento dell'Inquisizione. Si raccolsero sino a 30.000 uomini armati, che giunsero a controllare gran parte della Catalogna e alcune regioni del nord e a costituirsi in governo autonomo.
Il sovrano intervenne personalmente, recandosi a Tarragona, ove spense la rivolta e promise un'amnistia, salvo poi giustiziare o costringere all'esilio in Francia i capi della rivolta.
Si constata quindi come Ferdinando distribuisse in modo piuttosto equanime la propria crudeltà, e come fosse un sovrano di polso: tanto che, quando egli venne a mancare, scemò la possibilità di controllare simili episodi, e si crearono le condizioni per le successive guerre carliste.

### La prammatica sanzione

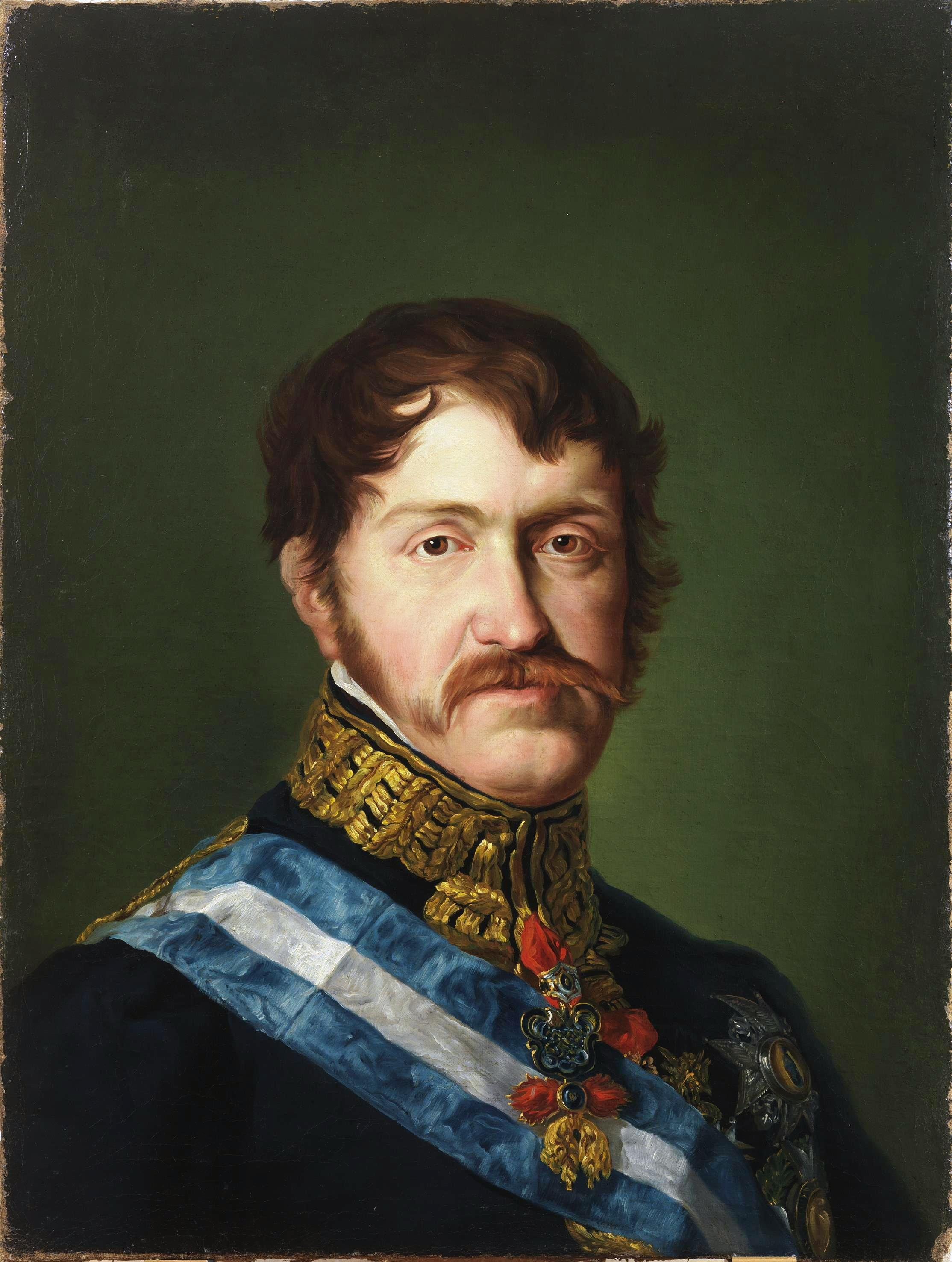
Don Carlos

Un ulteriore elemento di disordine venne innescato il 31 marzo 1830 con la pubblicazione della Prammatica Sanzione, approvata dal padre di Ferdinando VII, Carlo IV, sin dal 30 settembre 1789, ma mai promulgata.
Essa consentiva la successione per linea femminile al trono di Spagna, in caso di assenza di un erede maschio. Caso che, puntualmente, si concretizzò il 10 ottobre 1830, con la nascita dell'unica figlia del monarca, l'infanta Isabella. La sua nascita escludeva dalla linea di successione il fratello del re, Carlo Maria Isidoro di Borbone-Spagna, normalmente ricordato come Don Carlos.

## La morte di Ferdinando VII

### La lunga agonia

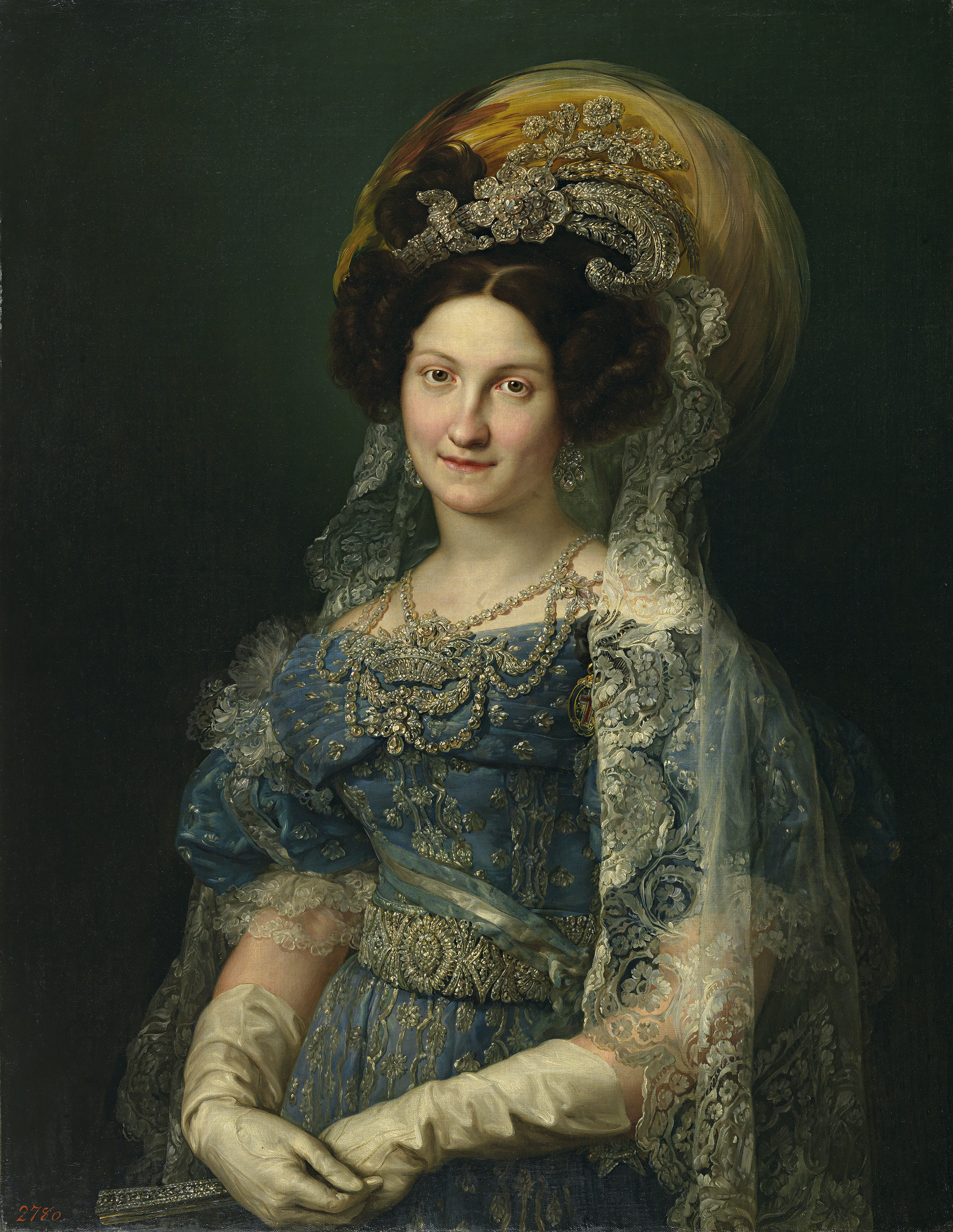
Maria Cristina di Borbone-Napoli, Reggente del trono di Spagna

Il sovrano non morì repentinamente, ma soffrì una lunghissima agonia. In tutto simile a quella di Francisco Franco, 143 anni più tardi. Nel mentre la reggenza venne assunta dalla giovane moglie, la quarta, Maria Cristina, sorella di Ferdinando II re delle Due Sicilie (il "re bomba"), sposata appena nel 1829 e madre della giovane Isabella.

### La politica liberale della reggente Maria Cristina
Essendo l'altro pretendente al trono, Don Carlos, qualificato come un campione dell'assolutismo, Maria Cristina preferì appoggiarsi all'opposizione liberale: concesse ampie amnistie agli esiliati, prefigurando un cambiamento nella politica nazionale dopo la morte del marito.

### L'inizio delle guerre carliste
Ciò acuì il rancore dei sostenitori di Don Carlos che presero a sostenerne le, probabilmente legittime, rivendicazioni al trono. Alla morte del sovrano, l'Infante si proclamò erede al trono con il titolo di Carlo V. Il partito conservatore si sollevò ed ebbe inizio la prima guerra carlista.
Una dei primi provvedimenti di Maria Cristina fu il dissolvimento dei Voluntarios Realistas. Un provvedimento fortemente voluto dai nuovi alleati liberali della reggente, ma che giunse troppo tardi: tant'è che parte dei reparti andarono a costituire il nerbo degli eserciti carlisti.
Circostanza che rappresenta una giusta chiosa del lungo regno di Ferdinando VII, un sovrano che aveva retto il regno con un pugno d'acciaio, ma apparentemente incapace di condurlo alla concordia civile. Tanto che i suoi maggiori sostenitori sarebbero divenuti i grandi nemici della figlia, già tanto desiderata.